# River Oaks (Teksas)
River Oaks je grad u američkoj saveznoj državi Teksas. Prema popisu stanovništva iz 2010. u njemu je živjelo 7.427 stanovnika.